# Cecil A. Alport
Le Dr Cecil A. Alport était un interniste anglais (1880-1959) qui le premier, a identifié le syndrome d'Alport dans une famille britannique en 1927.